# Leptognathia inermis
Leptognathia inermis är en kräftdjursart som beskrevs av Hansen 1913. Leptognathia inermis ingår i släktet Leptognathia och familjen Leptognathiidae. Inga underarter finns listade i Catalogue of Life.